# The Very Best of Puffy / amiyumi jet fever
『The Very Best of Puffy／amiyumi jet fever』（ザ・ベリー・ベスト・オブ・パフィー／アミユミ・ジェット・フィーバー）は、2000年7月5日に発売したPUFFYのベスト・アルバム。

## 解説
- 「アジアの純真」から「海へと」までの全シングル曲を収録。
- 中国・台湾で発売された「愛のしるし」、「これが私の生きる道」の中国語バージョンを収録。
- 本作まではMDソフト（規格品番：ESYB-7174）も発売されていた。

## 収録曲
1. これが私の生きる道 [3:19] 
作詞・作曲：奥田民生
2. 渚にまつわるエトセトラ [3:53]
作詞：井上陽水、作曲：奥田民生
3. アジアの純真（アルバムバージョン） [4:41]　
作詞：井上陽水、作曲：奥田民生
4. サーキットの娘 [3:22]
作詞・作曲：奥田民生
5. 海へと [3:11]
作詞・作曲：奥田民生
6. 愛のしるし [2:46]
作詞・作曲：草野正宗
7. ネホリーナハホリーナ [4:23]
作詞・作曲：トータス松本
8. Stray Cats Fever [4:43]
作詞：井波正人・PUFFY、作曲：井波正人・本谷勝正
9. たららん [4:20]
作詞：PUFFY・奥田民生、作曲：Andy Sturmer
10. とくするからだ [4:00]
作詞・作曲：奥田民生
11. 日曜日の娘 [3:36]
作詞・作曲：奥田民生
12. MOTHER [3:40]
作詞・作曲：奥田民生
13. V・A・C・A・T・I・O・N [3:30]
作詞・作曲：小西康陽
14. Honey [2:45]
作詞：大貫亜美、作曲：Andy Sturmer
15. 夢のために [3:10]
作詞・作曲：奥田民生
16. パフィー de ルンバ [3:32]
作詞：PUFFY、作曲：田村依子
17. ジェット警察 [3:47]
作詞・作曲：奥田民生
18. 誰がそれを [4:33]
作詞・作曲:奥田民生
19. これが私の生きる道 （北京語ヴァージョン） [3:20]
作詞：ヤオ・チェン・奥田民生、作曲：奥田民生
20. 愛のしるし（北京語ヴァージョン） [2:46]
作詞：ナターシャ・草野正宗、作曲：草野正宗